# واپا تی‌وی
الگو:Infobox television station
واپا تی‌وی (انگلیسی: WAPA-TV)، (کانال ۴) یک ایستگاه تلویزیونی مستقل اسپانیایی زبان در سان خوآن، پورتوریکو، متعلق به گروه رسانه ای WAPA است.